# Spila
Spila (cyr. Спила) – wieś w Czarnogórze, w gminie Nikšić. W 2011 roku liczyła 51 mieszkańców.